# Raúl Anganuzzi
Raúl Anganuzzi (* 20. Juli 1906; † unbekannt) war ein argentinischer Florettfechter.

## Erfolge
Raúl Anganuzzi nahm an den Olympischen Spielen 1928 in Amsterdam im Mannschaftswettbewerb des Florettfechtens teil. Er erreichte mit der argentinischen Equipe, zu der neben ihm noch Roberto Larraz, Luis Lucchetti, Héctor Lucchetti und Carmelo Camet gehörten, die Finalrunde, die vor Belgien und hinter Italien und Frankreich auf dem Bronzerang abgeschlossen wurde.